# Coenobita clypeatus
Il paguro caraibico (Coenobita clypeatus Fabricius, 1787), anche noto come granchio soldato, è una specie di paguro terrestre che vive nel Mar dei Caraibi, nel sud della Florida, nel Venezuela e nelle Isole Bermuda.
Questa specie è comunemente venduta negli Stati Uniti come animale da compagnia. In cattività un esemplare può vivere anche più di 30 anni (e in casi eccezionali superare i 40).
I paguri caraibici sono onnivori e necrofagi e vivono in colonie di 100 o più esemplari.
Come animali da compagnia preferiscono un'umidità relativa compresa tra il 70% e il 78% e una temperatura di 24 °C (75 °F).

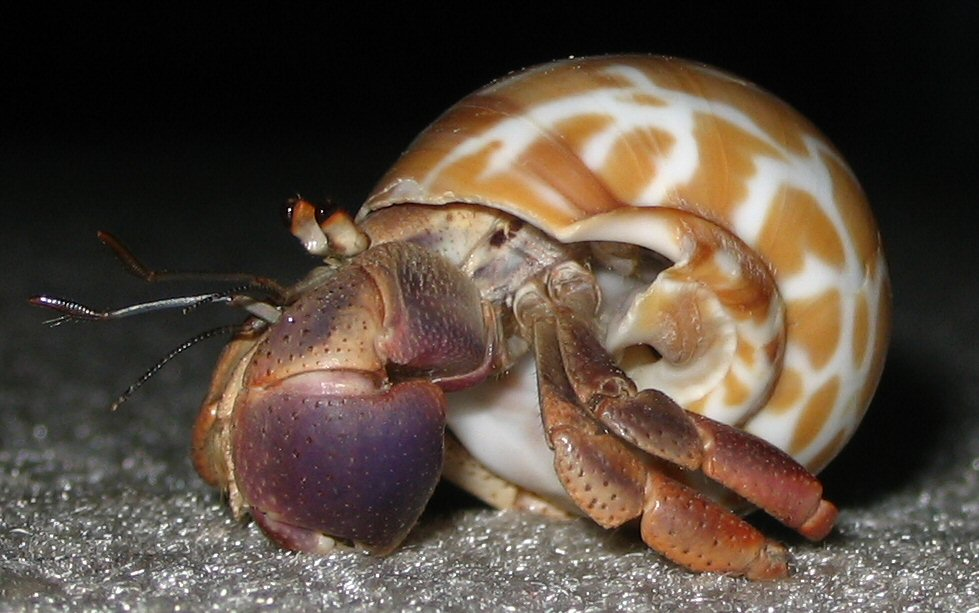
I paguri caraibici, come molte altre specie di granchi, sono animali notturni.

## Descrizione fisica
Il Coenobita clypeatus è un membro del phylum degli Artropodi e della classe Malacostraca. Il colore varia dal rosso pallido al marrone scuro.
Gli occhi sono di forma ovale. L'addome è breve e grasso. Ha quattro zampe per spostarsi, quattro piccole zampe per fissarsi alla conchiglia, una chela piccola, una chela grande viola e quattro antenne.
Sebbene questi paguri vivano sulla terra, hanno le branchie invece che i polmoni. L'elevata umidità relativa dei loro ambienti naturali, più l'acqua contenuta nella conchiglia, permette alle loro branchie di rimanere umide e di funzionare correttamente estraendo l'ossigeno dall'aria.

## Alimentazione
In natura il Coenobita clypeatus si nutre di alberi di cocco, degli avanzi lasciati dagli umani, e di organismi morti come pesci o altri granchi. I paguri sono capaci di sotterrare il loro cibo nella sabbia per servirsene successivamente, ma altri granchi potrebbero trovarli e cibarsene.
In cattività il paguro si può nutrire con svariati mangimi di varie qualità in commercio oppure con noci di cocco, mango, papaya, mele, banane o spinaci.

## Uso della conchiglia
Il paguro terrestre usa una conchiglia per proteggere il suo corpo delicato. La conchiglia è talvolta quella di una lumaca di terra, ma solitamente è quella di una lumaca di mare. Quando una lumaca di mare muore le sue parti molli si decompongono o vengono mangiate e la conchiglia vuota finisce sulla spiaggia, dove viene trovata e occupata dal paguro. La crescita del paguro è molto lenta ma quando esso diventa troppo grande sarà necessaria una nuova conchiglia di dimensioni maggiori.

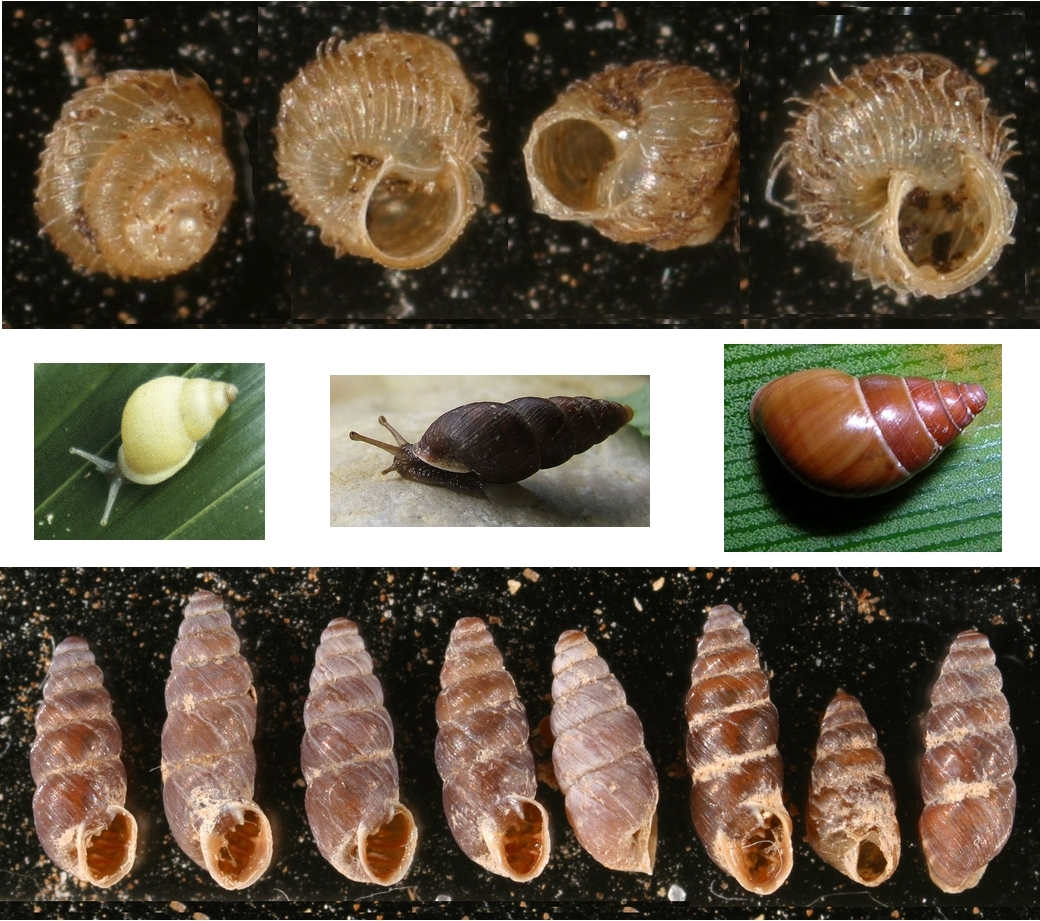
Diverse conchiglie che potrebbero essere usate dal paguro

Il paguro ha un comportamento molto particolare riguardo alle sue conchiglie. Lo scambio di conchiglia è piuttosto comune in quanto il paguro cerca continuamente la conchiglia perfetta. Una caratteristica molto apprezzata dai paguri è che l'apertura della conchiglia abbia all'incirca le stesse dimensioni della chela grande.

## Crescita e muta

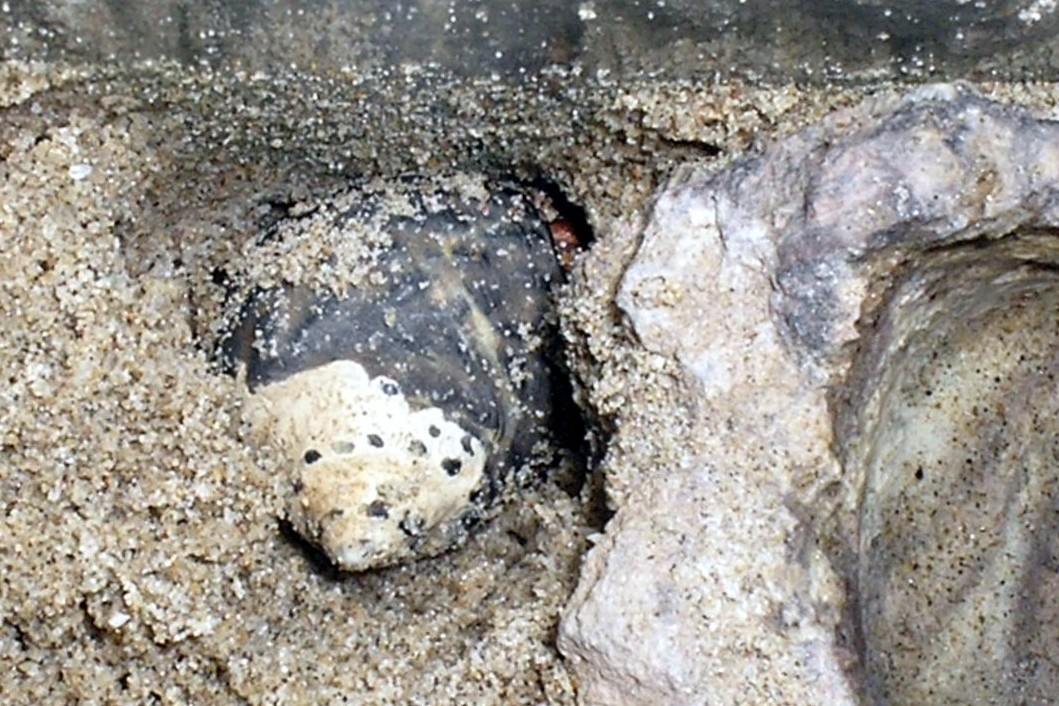
Un paguro caraibico si prepara alla muta

Il paguro caraibico, come tutte le specie di paguro, cresce attraverso il processo chiamato muta durante il quale il vecchio e ormai troppo piccolo esoscheletro viene perso e un nuovo esoscheletro lo sostituisce. I più piccoli paguri caraibici effettueranno la muta parecchie volte all'anno mentre i più grandi lo faranno soltanto una volta ogni 12-18 mesi.